# Dortoxin
Dortoxin ist ein Neurotoxin aus dem südafrikanischen Dickschwanzskorpion Parabuthus transvaalicus.

## Eigenschaften
Dortoxin ist ein Peptid und ein Toxin im Gift des südafrikanischen Dickschwanzskorpions. Daneben sind im Gift noch die Toxine Birtoxin, Bestoxin und Altitoxin vorhanden. Dortoxin besitzt drei Disulfidbrücken. In Mäusen erzeugt Dortoxin Hyperaktivität.